# Preissystem der Deutschen Bahn
Das Preissystem der Deutschen Bahn (kurz BBDB für Beförderungsbedingungen Deutsche Bahn) ist ein Tarifsystem, das bei Verbindungen zur Anwendung kommt, die ganz oder teilweise im Schienenpersonenfernverkehr der Deutschen Bahn zurückgelegt werden. Bis 2021 kam das Tarifsystem auch im Schienenpersonennahverkehr der DB und anderer Eisenbahnunternehmen zum Einsatz.
Seit der Überarbeitung des neuen Preissystems gibt es seit August 2003 neben dem BahnCard-Abonnement mit 25 Prozent Rabatt wieder ein BahnCard-Abonnement mit 50 Prozent Rabatt. Daneben gibt es Sparpreise, die nur mit Vorausbuchung und Zugbindung gültig sind. BahnCard 25 und BahnCard 50 können mit Sparpreisen kombiniert werden und ermöglichen 25 % Rabatt auf die Sparpreise.

## Geschichte

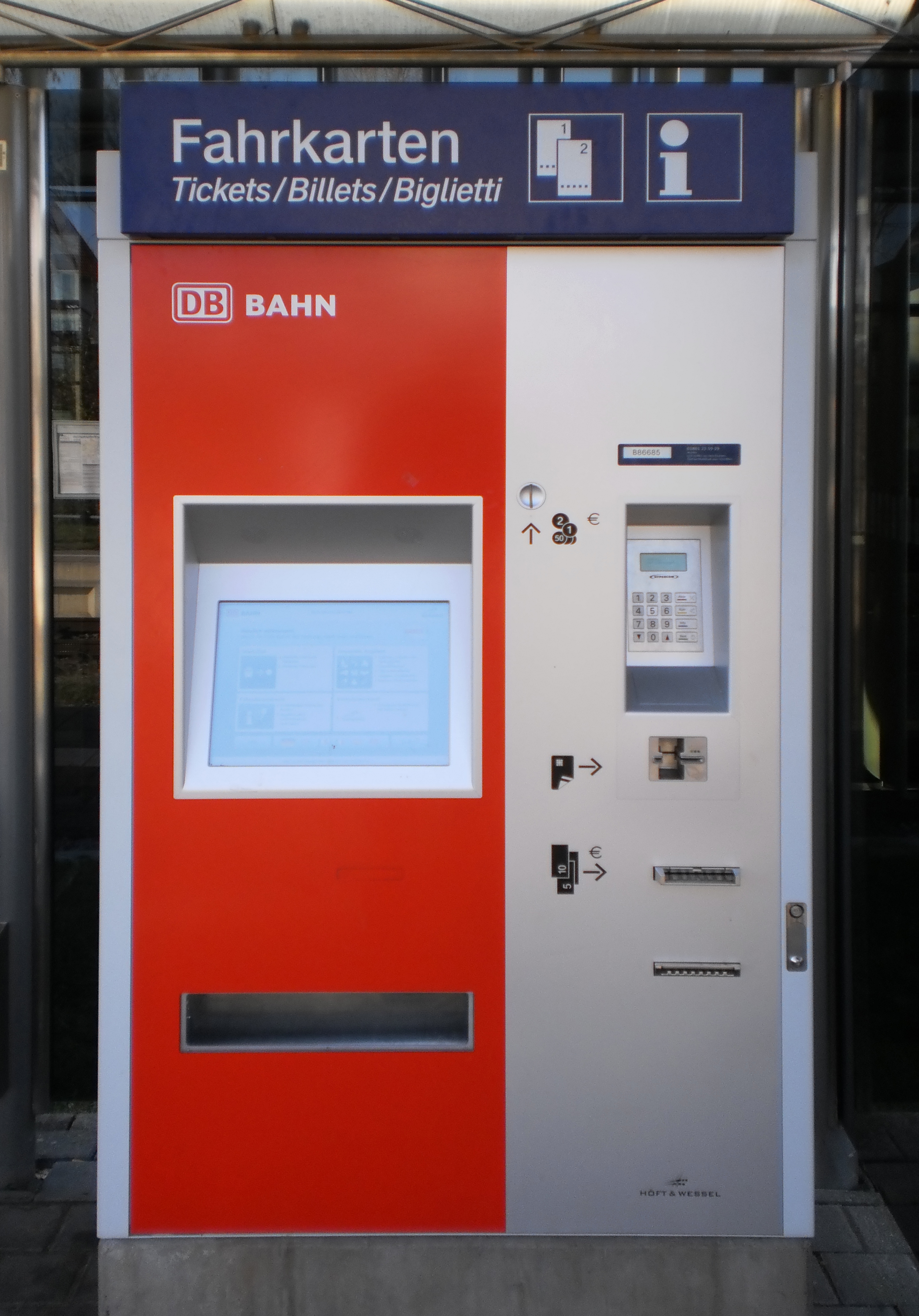
Fahrkartenautomat der Deutschen Bahn

Das Preissystem beruhte seit Zusammenlegung der Bahnen beider deutscher Staaten zu einem nationalen Unternehmen auf einer systemischen Gesamtkalkulation des Bahnnetzes. Nach der Umfirmierung des Sondervermögens Deutsche Bundesbahn zur Deutsche Bahn AG am 1. Januar 1994 wurde das bisherige Preissystem, das überwiegend auf Tarifkilometern basierte (inklusive festem Zuschlag für die Benutzung von IC-Zügen) und nur für den Bereich der ICE-Züge Relationenpreise kannte, zunächst übernommen.
Ende 2001 wurde aus einem Fahrpreis von 3.00 DM pro 10 km bei der Euro-Umstellung 2002 1,60 Euro.
Zum 15. Dezember 2002 trat, begleitet von heftiger Kritik, ein neues Preissystem in Kraft. Nach Bahnangaben machten bis dahin Marketing- und Vertriebskosten einen Anteil von 23 Prozent am Umsatz aus.
Mit der Reform änderte das Unternehmen seine überwiegend linearen Entfernungstarife in ein strecken- und produktbezogenes Tarifsystem. Ein kontingentierter Frühbucherrabatt („Plan&Spar“) in Höhe von 10, 25 oder 40 Prozent ersetzte die bisherigen Sonderangebote im Fernverkehr (wie den bei langen Fahrten günstigen ICE-Sparpreis, der weder kontingentiert noch an einen bestimmten Zug gebunden war). Bis zu vier Mitfahrer erhielten je 50 Prozent zusätzlichen Rabatt, Kinder bis 14 Jahre (vormals 6) konnten kostenlos mitgenommen werden. Die bisherige BahnCard, die 50 Prozent Rabatt bot, wurde durch eine günstigere Karte mit gleichem Namen, aber nur 25 Prozent Nachlass, ersetzt. Die Normalpreise (Grundpreise) wurden im gleichen Zug im Durchschnitt um 12 Prozent, in der Spitze um 25 Prozent reduziert. Die Gültigkeit der Fernverkehrs-Fahrkarten wurde von einem Monat auf zwei Tage (Normalpreis) herabgesetzt.
Das Unternehmen verfolgte damit im Wesentlichen drei Ziele:
- Die starken Nachfrageschwankungen (insbesondere die Spitzen im Wochenendverkehr) sollten durch die gezielte Steuerung des Angebots ausgeglichen werden. Nach Bahnangaben wurden dabei, je nach erwarteter Auslastung des Zuges, zwischen 10 und 90 Prozent der Sitzplätze mit Frühbucherrabatt abgegeben.
- Durch die Frühbucherrabatte sollte Bahnfahren im Fernverkehr auch für Reisende ohne BahnCard attraktiver gemacht werden.
- Die unübersichtlich gewordene Vielfalt von Angeboten sollte auf ein überschaubares, leicht verständliches Maß reduziert werden. Laut Angaben des Unternehmens wurden im Zuge der Preisreform rund 35 bisherige Sonderangebote abgeschafft.

In den folgenden Monaten sanken Umsatz und Fahrgastzahlen im Fernverkehr um etwa zehn Prozent. Hauptkritikpunkt war die für einen günstigen Fahrpreis erforderliche Vorausbuchung der Reisen. Diese senkte die Flexibilität in der Auswahl von Reisestrecken und -zeiten; die Preise sanken in der Kundenwahrnehmung nicht genug, um diesen Nachteil auszugleichen. Zum 1. August 2003 besserte die DB nach massiven Protesten Teile ihres Tarifsystems nach und führte unter anderem die alte BahnCard unter dem Namen BahnCard 50 wieder ein. Daneben wurde das Vorausbuchungsverfahren vereinfacht, das nach wie vor auch ohne BahnCard 50 Ermäßigungen von bis zu 50 Prozent des regulären Fahrpreises ermöglicht.
Die Bahn begründet die Einführung des neuen Preissystems unter anderem mit dem zunehmenden Wettbewerbsdruck der Billigfluggesellschaften, die um 2002 auf einigen Relationen bereits einen Marktanteil von etwa zehn Prozent erreicht hatten. Durch Rabatte von bis zu 70 Prozent sollten Frühbucher mit besonderen Preisvorteilen belohnt und gleichzeitig die Auslastung gelenkt werden. Hartmut Mehdorn, damaliger Vorstandsvorsitzender der Deutschen Bahn AG, sah als maßgeblichen Grund für das Scheitern des neuen Systems in seiner ursprünglichen Form die „Stimmungsmache“ von Organisationen wie der Stiftung Warentest und Pro Bahn, die Niedrigpreise bei voller Flexibilität eingefordert hätten.
Nach Angaben der DB AG von 2006 lag das Preisniveau des Fernverkehrs zum Fahrplanwechsel im Dezember 2006, verglichen mit 1994, in etwa auf dem Niveau der Teuerung der Alten Bundesländer im gleichen Zeitraum. Bis zur Preisreform im Dezember 2002 habe das Preisniveau des Fernverkehrs dabei geringfügig über der Inflationsrate gelegen (Bezugsjahr 1994: je 100; 2002: 114 zu 112 %) und sei mit dem neuen Preissystem auf das Niveau von 1994 abgesenkt worden (Fernverkehr Ende 2002: 100, Preisindex Lebenshaltung: 112). Das neue Preissystem wurde von der Deutschen Bahn dabei als Preis- und Erlösmanagement Personenverkehr (PEP) bezeichnet.
Nach eigenen Angaben verkaufte das Unternehmen (Stand: Oktober 2009) rund 90 Prozent der Fahrkarten im Fernverkehr sowie mehr als 80 Prozent der Nahverkehrs-Fahrkarten zu rabattierten Preisen.
Im September 2019 wurde angekündigt, dass die Umsatzsteuer auf Bahnfahrkarten des Fernverkehrs (ab 50 Kilometer) ab 2020 von 19 auf 7 Prozent sinken soll. Es wurde mit einer Preissenkung um ca. 10 % gerechnet. Die Absenkung wurde am 15. November zusammen mit dem Klimaschutzgesetz auf Bundesebene im Bundestag beschlossen, und nach Verhandlungen und Zustimmung des Bundesrats ab dem 1. Januar 2020 wirksam. Diese Änderung durch die Politik gab die DB als Preissenkung an ihre Kunden weiter, die bisher übliche Preiserhöhung blieb aus und die Fahrten im Fernverkehr wurden um rund 10 Prozent billiger. Auch die Bahncard 100 wurde Anfang 2020 preisgünstiger, die Bahncard 25 und 50 zum 1. Februar. Fahrkarten des Nahverkehrs wurden schon zuvor ermäßigt mit 7 % besteuert.
Seit dem 1. Januar 2022 werden keine Fahrkarten mehr angeboten, die nur im Nahverkehr gültig sind. Für diese Verbindungen findet seitdem der Deutschlandtarif Anwendung.

## Kauf von Fahrkarten
Fahrkarten der Deutschen Bahn können auf verschiedene Weisen erworben werden, zum Beispiel:
- am Fahrkartenschalter der Deutschen Bahn
- an Fahrkartenautomaten der Deutschen Bahn
- in DB-Service-Stores
- telefonisch unter der Servicerufnummer der DB
- teilweise in Nahverkehrszügen an Automaten oder vom Personal
- in Reisebüros mit DB-Lizenz
- im Internet mit einem Webbrowser, siehe Online-Ticket bei der Deutschen Bahn
  - zum Ausdrucken auf Papier
  - oder ausnahmsweise zur Bildschirmanzeige mit einem PDF-Darstellungsprogramm,
  - zur Anzeige auf einem MMS-fähigen Mobilfunktelefon (seit Mitte 2010),[10] siehe Handyticket bei der Deutschen Bahn
- Im Internet mit dem DB-Navigator, einer Applikation für mobile Geräte mit dem Betriebssystem Android oder iOS

In Nachtreisezügen (EuroNight und Nightjet) werden Fahrkarten auch durch das Zugbegleitpersonal verkauft, jedoch sind diese Züge reservierungspflichtig, eine Mitfahrt beim Kauf der Fahrkarte und Reservierung beim Zugbegleitpersonal ist nur dann möglich, wenn freie Plätze im Zug vorhanden sind. Generell werden Fahrkarten auch in DB-Service-Stores verkauft. Eine Ausnahme bilden DB-Service-Stores, die sich in fahrkartenpflichtigen Bereichen befinden, wie etwa auf den Bahnsteigen der S-Bahn Hamburg. Hier ist kein Kauf von Fahrkarten möglich. An den Stationen vieler Nebenbahnen in Deutschland befinden sich aufgrund zu geringer Fahrgastzahlen sowie Vandalismusgefahr keine Fahrscheinautomaten oder Fahrkartenschalter, daher ist hier der Kauf von Fahrscheinen an den mobilen Fahrscheinautomaten in den Zügen möglich.

### Aufschläge
Ab Dezember 2008 wollte die Bahn für alle Fahrscheine, die am Schalter oder per Telefon gekauft werden, zusätzlich zum Fahrpreis eine „Bediengebühr“ von 2,50 Euro erheben. Dieses Vorhaben scheiterte aber, nachdem auch Spitzenpolitiker diese Überlegung kritisiert hatten; die schon seit 1. April 2008 erhobene „Servicegebühr“ von 3,50 Euro für Fahrkarten im Postversand sollte davon unberührt bleiben.
Für Zahlungen per PayPal führte die Bahn 2014 im Fernverkehr innerhalb Deutschlands einen Aufschlag von ca. 1 Prozent des Kaufpreises ein. Das wird mit den Gebühren begründet, die von PayPal erhoben werden. Auch für einige Kreditkarten soll diese Regelung gelten. Dieser Zusatzpreis wird jedoch erst ab einem Fahrpreis von 50 Euro erhoben und beträgt höchstens 3 Euro.

### Bordpreis
Im Fernverkehr war es bis 2021 möglich, Fahrkarten an Bord des Zuges zu erwerben. Dies kostete seit 1. Januar 2001 einen Aufpreis. Er betrug im ICE, IC und EC zuletzt 17,00 Euro. Seit 2022 ist es nicht mehr möglich, Fahrkarten im Zug zu erwerben; als Alternative bietet die Bahn bis zu zehn Minuten nach Abfahrt des Zuges Handy- bzw. Onlinetickets in der App DB Navigator und auf ihrer Website an. Hierbei entfällt der Bordzuschlag, es fällt also der normale Flexpreis abzgl. etwaigem BahnCard-Rabatt an. In S-Bahn-Zügen und den meisten anderen Nahverkehrszügen gab es auch vor 2022 keinen Fahrkartenverkauf.

## Produktklassen
Das Preissystem der Deutschen Bahn AG unterscheidet drei Produktklassen:
Produktklasse ICE
(ehemals Produktklasse A)
 ICE, ICE Sprinter, TGV, Railjet, ECE
Produktklasse IC/EC
(ehemals Produktklasse B)
 IC, EC, D, EN, NJ
Produktklasse C
IRE, RE, FEX, MEX, RB, S
Der Fahrschein wird immer für die höchste genutzte Produktklasse ausgegeben. Sobald ein Teilstück im ICE zurückgelegt wird, wird die gesamte Strecke zum ICE-Preis verkauft. Wenn ein Teilstück in IC, EC, D, EN zurückgelegt wird, aber auf der gesamten Strecke kein ICE genutzt wird, wird die Gesamtstrecke in der Produktklasse IC/EC tarifiert.
Für jede dieser Produktklassen gibt es eine unterschiedliche Methode zur Errechnung des Flexpreises, auf den dann gegebenenfalls verschiedene Rabatte gewährt werden. Flexpreise werden dabei immer auf volle 10 Cent gerundet, außerdem wird der Flexpreis bei festgelegten Beträgen gedeckelt (siehe Tabelle im Abschnitt Flexpreis im Fernverkehr).

## Fernverkehr
Die Tarife des Fernverkehrs gelten, wenn mindestens auf einer Teilstrecke ein Fernzug (Intercity-Express (ICE), InterCity (IC), EuroCity (EC), EuroNight (EN) u. a.) benutzt wird. Die Fahrscheine gelten in allen Zügen. In Regionalzügen (IRE, RE, RB, S-Bahn) gibt es keine Zugbindung.
Für Fahrten mit Zügen des Fernverkehrs gelten Relationspreise, das heißt für jede Verbindung zwischen zwei Fernverkehrstarifpunkten wurde ein Preis festgelegt. Dieser Preis ist im Prinzip entfernungsabhängig, aber auch vom Komfort der Relation beeinflusst (Streckengeschwindigkeit, Reisezeit). So ist die Entfernung Köln–Frankfurt über die Schnellfahrstrecke Köln–Rhein/Main deutlich geringer als über die linke Rheinstrecke, dennoch ist der Tarif für die Neubaustrecke deutlich höher, weil der ICE dort mit einer Geschwindigkeit von bis zu 300 km/h nur die Hälfte der Fahrzeit benötigt.
Seit Juni 2007 ist das bis dahin gültige Tarifsystem vereinheitlicht worden. Galt bisher für den ICE-Verkehr die sogenannte „Anstoßtarifierung“ (zu oder an eine bestimmte preislich festgelegte ICE-Relation wurde der B- oder C-Preis entfernungsabhängig angestoßen), so bestehen jetzt im Fernverkehr für die Produktklassen ICE und IC/EC einheitliche und tariflich festgesetzte Relationen, die sich preislich nach der höchsten benutzten Produktklasse richten.
Dabei ist das Fernverkehrsnetz durch sogenannte „Preispunkte“ strukturiert, zwischen denen festgesetzte „Fernverkehrsräume“ bestehen, die sich am Fahrplan der Züge orientieren. Anders als bisher ist es bei Flexpreisen möglich, nicht nur direkte, sondern bei gewissen Strecken auch andere Wege in Richtung auf das Reiseziel zu nutzen. Das war im bisherigen ICE-Relationspreissystem nicht möglich. Auch die „Wegeangaben“ auf den Fahrscheinen haben sich verändert.
So lautete die Wegevorschrift für die Strecke München → Berlin mit ICE-Nutzung zwischen Stuttgart und Berlin bis Juni 2007: VIA: A*UL*(ICE:S*GOE*MD*BWA), seit Juni 2007 aber VIA: (KA*H/FD*HI)
Damit ist die Benutzung aller Züge im Raum München – (Karlsruhe – Hannover/Fulda – Hildesheim) möglich.
Sind die Abgangs- und Zielbahnhöfe selber Preispunkte, erscheinen sie nicht in der Wegeangabe. Ansonsten werden bei Fahrscheinen der Produktklassen ICE und IC/EC in den Wegeangaben die Preispunkte ausgeschrieben genannt (z. B. lauten die Wegeangaben für die Strecke Friedrichshafen Stadt – Freyung dann: VIA: Aulendorf*UL*(S/A)*PLAT*Passau).
Strecken bis und ab den „Preispunkten“ werden entfernungsabhängig und immer für den kürzesten Weg berechnet und an den festgelegten jeweiligen Relationspreis angestoßen (im Prinzip wie bei den früheren ICE-Fahrscheinen); Umwege sind allerdings im Vor- und Nachlauf aufpreisfrei möglich.
Bestimmte Relationen im Fernverkehr sind zudem für die Nutzung mit Nahverkehrsfahrkarten freigegeben.
Seit 2012 werden die Preispunkte in den Wegeangaben nicht mehr ausgeschrieben, sondern an erster und letzter Stelle der Wegevorschrift als Leitpunktkürzel genannt (im oben genannten Beispiel neu: AUL*UL*(S/A)*PLATT*PA) Die Preispunkte werden neu auch dann mit Kürzel genannt, wenn Abgangs- oder Zieltarifpunkt der Fahrkarte selber Preispunkte sind.

### Flexpreis
| Zeitraum               | 2. Klasse  | 1. Klasse  |
| ---------------------- | ---------- | ---------- |
| aktuell                | 157,50 EUR | 265,50 EUR |
| seit 11. Dezember 2016 | 149 EUR    | 249 EUR    |
| seit 15. Dezember 2013 | 142 EUR    | 237 EUR    |
| bis 15. Dezember 2013  | 139 EUR    | 225 EUR    |
| bis 10. Dezember 2012  | 135 EUR    | 219 EUR    |
| bis 10. Dezember 2011  | 129 EUR    | 209 EUR    |

Der so genannte Flexpreis dient als Grundlage für die Preisberechnung. Fahrten mit dem Flexpreis können spontan gebucht werden – bis kurz vor Fahrtantritt. Auch die anderen Beschränkungen der Sparpreise (Verfügbarkeit, Umtauschgebühr, Mindestpreis und Zugbindung) müssen nicht beachtet werden. Der Flexpreis ermäßigt sich um einen eventuellen BahnCard-Rabatt.
Bis 2014 war vor dem ersten Geltungstag der Umtausch und die Erstattung von Flexpreisen mit oder ohne BahnCard-Rabatt jederzeit kostenlos möglich. Ab dem ersten Geltungstag fällt eine Gebühr von 19 Euro an, im Internet gekaufte Fahrkarten können dabei nur über das Internet-Servicecenter umgetauscht oder erstattet werden. (Alle Preisangaben Stand November 2022)
Seit 2024 können auch Flexpreise nur noch begrenzt kostenlos umgebucht bzw. erstattet werden. Es gilt dabei: bis 8 Tage vor dem 1. Geltungstag der Hinfahrt ist dies kostenfrei, vom 7. bis 1 Tag vor dem 1. Geltungstag der Hinfahrt kostet dies 10 Euro pro Fahrkarte und ab dem 1. Geltungstag der Hinfahrt dann 30 Euro pro Fahrkarte.
Bis Dezember 2015 hieß der Flexpreis Normalpreis.
Zum Fahrplanwechsel im Dezember 2016 wurde – zunächst für ein Jahr – die Flexibilität der Flexpreise eingeschränkt und die Preise je nach Reisetag variiert. Dies wurde zur Regel. Flexpreis-Fahrscheine sind jetzt ab dem ersten Geltungstag auch noch am Folgetag gültig. 

#### Flexpreis Plus
Der Tarif Flexpreis Plus existierte von Oktober 2020 bis 30. September 2023. Er wurde zunächst exklusiv für die 1. Klasse eingeführt und galt ab dem Jahr 2021 in beiden Klassen. Im Gegensatz zum regulären Flexpreis war dieses Ticket bereits einen Tag vor und bis zu zwei Tage nach dem ersten Geltungstag gültig, es ergab sich also eine Gültigkeitsdauer von insgesamt vier Tagen. Während der gesamten Dauer der Gültigkeit konnte der Flexpreis Plus zudem kostenfrei storniert werden, nach Ablauf der Gültigkeit fiel wie beim Flexpreis eine Bearbeitungsgebühr von 19 Euro an.
Erstmals in der zweiten Klasse war – wie in der ersten Klasse üblich – eine kostenlose Sitzplatzreservierung im Fahrkartenpreis enthalten.

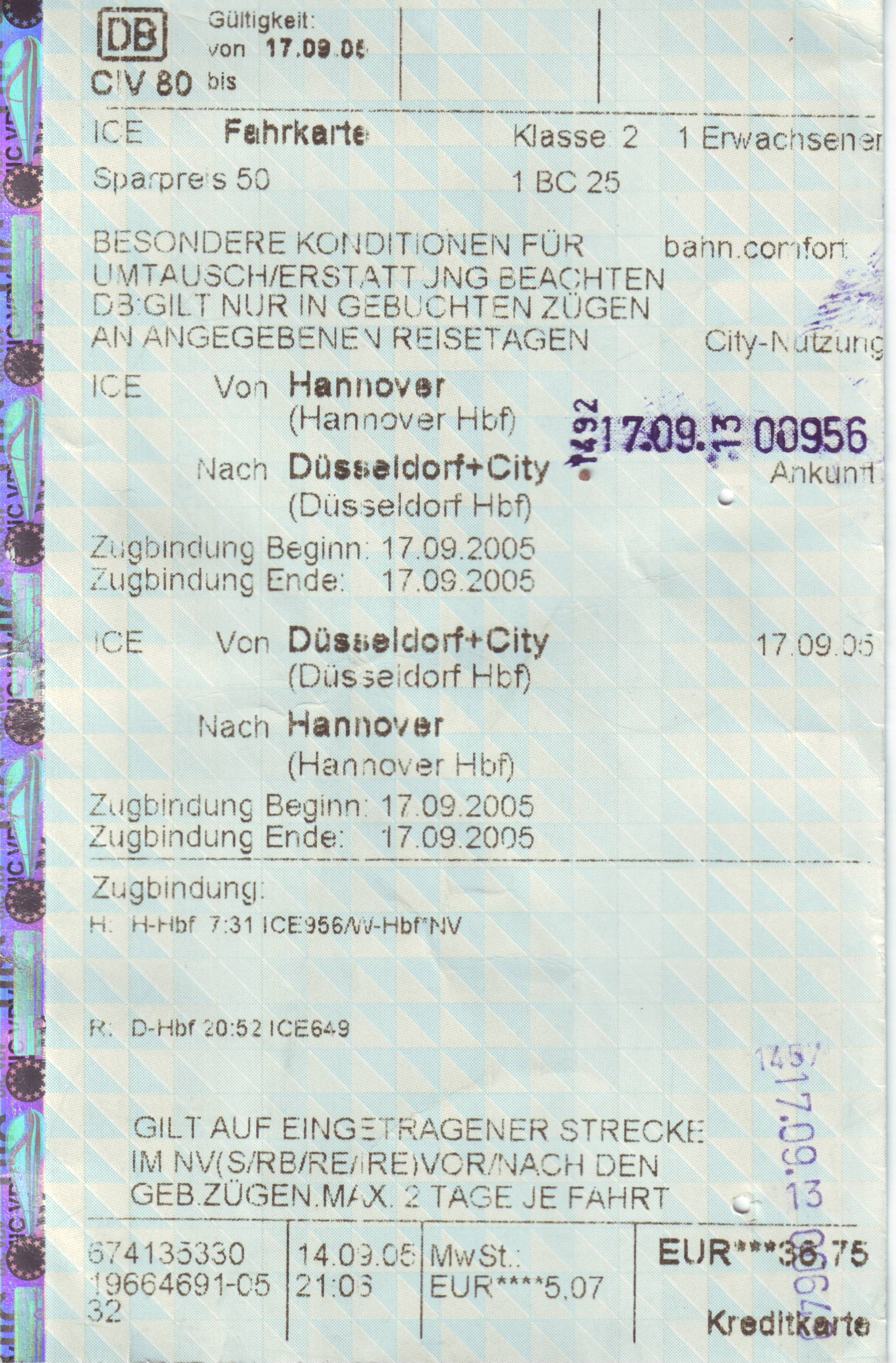
Ein Ticket mit Sparpreis 50 (2005)

### Sparpreise
Das Kontingent der Sparpreise ist begrenzt und orientiert sich an der erwarteten Auslastung.

#### Kombination mit BC25
Die Sparpreise können seit ihrer Einführung am 1. August 2003 zusätzlich mit der BahnCard 25 kombiniert werden.

#### Kombination mit BC50
Aufgrund des Wettbewerbs mit Fernbussen vermarktet die Bahn Sparpreise aggressiver und erlaubte zeitweise und ab dem 1. August 2016 dauerhaft die Kombination von BahnCard 50 und Sparpreisen. Der Rabatt beträgt auch hierbei 25 % – jedoch nur bei Fahrten ganz ohne Nahverkehr. Ab dem Tarifwechsel im Dezember 2017 ermöglichen BahnCard 25 und 50 den gleichen Rabatt von 25 % auf alle Sparpreise.

#### Sparpreis seit 2010
| Zeitraum              | 1. Januar 2010 bis 31. Juli 2018         | ab 1. Januar 2020                    | ab 1. Januar 2020                                              |
| Name                  | Sparpreis bis 250 km                     | Super Sparpreis (bis 250 km)         | Sparpreis (bis 250 km)                                         |
| --------------------- | ---------------------------------------- | ------------------------------------ | -------------------------------------------------------------- |
| Preis                 | ab 19,90 Euro                            | ab 17,90 Euro                        | ab 17,90 Euro                                                  |
| Nahverkehr möglich    | ja                                       | ja                                   | ja                                                             |
| City-Ticket enthalten | bei mehr als 100 km und nur mit BahnCard | nein                                 | bei mehr als 100 km                                            |
| Stornokosten          | 17,50 Euro                               | nicht möglich                        | 10 Euro                                                        |
| Storno als            | Auszahlung                               | nicht möglich                        | Gutschein                                                      |
| Aktionszeitraum       | dauerhaft                                | dauerhaft                            | dauerhaft                                                      |
| Name                  | Sparpreis Aktion                         | Super Sparpreis                      | Sparpreis                                                      |
| Preis                 | wenn verfügbar 17,90 Euro                | ab 17,70 Euro                        | Super-Sparpreis-Preis plus mindestens 4 Euro                   |
| Nahverkehr möglich    | nein                                     | nein                                 | nein                                                           |
| City-Ticket enthalten | nur mit BahnCard                         | nein                                 | ja                                                             |
| Stornokosten          | nicht möglich                            | nicht möglich                        | 10 Euro                                                        |
| Storno als            | nicht möglich                            | nicht möglich                        | Gutschein                                                      |
| Aktionszeitraum       | mehrmals für einige Monate               | dauerhaft                            | dauerhaft                                                      |
| Name                  | Sparpreis                                | Super Sparpreis                      | Sparpreis                                                      |
| Preis                 | ab 29,90 Euro                            | IC: ab 21,90 Euro ICE: ab 29,90 Euro | Super-Sparpreis-Preis plus mindestens 4 (IC) oder 6 Euro (ICE) |
| Nahverkehr möglich    | ja                                       | ja                                   | ja                                                             |
| City-Ticket enthalten | nur mit BahnCard                         | nein                                 | ja                                                             |
| Stornokosten          | 17,50 Euro                               | nicht möglich                        | 10 Euro                                                        |
| Storno als            | Auszahlung                               | nicht möglich                        | Gutschein                                                      |
| Aktionszeitraum       | dauerhaft                                | dauerhaft                            | dauerhaft                                                      |

Der Sparpreis wird seit dem 1. Januar 2010 angeboten und ist das Nachfolgeprodukt des vormals als Aktionsangebot vermarkteten „Dauer-Spezial“-Angebotes. Der Sparpreis zeichnet sich im Unterschied zu den bis 2011 gültigen Sparpreisen 25 und 50 durch folgende Merkmale aus:
- Fahrschein immer nur für eine Strecke, wobei auf einem Abschnitt ein Fernverkehrszug benutzt werden muss.
- Preis von 19 bis 139,90 Euro in der 2. Klasse und 29 bis 199,90 Euro in der 1. Klasse, wobei es Kontingente mit verschiedenen Preisstufen für dieselbe Verbindung geben kann. Fahrkarten zum Preis von 19 bis 28 Euro in der 2. Klasse und 29 Euro in der 1. Klasse werden nur für Strecken bis 250 km ausgegeben.[21]
- Im personenbedienten Verkauf wurde bis 13. Dezember 2014 ein Aufpreis von fünf Euro erhoben.
- Zugbindung im Fernverkehr, gültig im Nahverkehr vor/nach den gebuchten Zügen am ersten Tag und am Folgetag bis 10 Uhr; bei Reiseunterbrechung über Nacht mit Weiterfahrt in Fernverkehrszügen (ebenfalls mit Zugbindung) muss die Ankunft entsprechend bis 10 Uhr erfolgen.
- Benutzung mindestens eines Fernverkehrszuges sowie Umtausch/Erstattung analog zum Sparpreis 25

Mit der dauerhaften Einführung des Sparpreises gibt es wieder – wie vormals bei Plan&Spar 10 – die Möglichkeit, einen Sparpreis auch für eine einzelne Fahrt zu buchen, während die Sparpreise 25 und 50 immer eine Hin- und Rückfahrt vorausgesetzt hatten.
- Im Sommer 2017 gab es eine Preiserhöhung, da seither alle Sparpreis-Preise (ohne BC-Rabatt) auf ,90 enden.

Bestimmte Kontingente können sehr schnell erschöpft sein. Gelegentlich konnten für die 1. Klasse noch Fahrkarten verfügbar sein, die günstiger sind als die noch angebotenen Fahrscheine für die 2. Klasse. Es lohnt sich außerdem, wenig ausgelastete Züge zu nutzen. Weniger los auf den Schienen ist meistens zwischen Dienstag und Donnerstag sowie am Samstag. Häufig gilt: Wer früher bucht, hat bessere Chancen, einen Sparpreis zu bekommen. Allerdings kommt es auch vor, dass die Sparpreise zu einem späteren Zeitpunkt wieder günstiger werden.
DB Fernverkehr verkauft rund 40 Prozent seiner Fahrkarten zum Sparpreis. Das Unternehmen kündigte Mitte 2013 an, die Kontingente bis zum Jahresende 2013 spürbar zurückzufahren. Nach eigenen Angaben verkauft das Unternehmen (Stand: 2014) rund 25 Millionen Sparpreis-Fahrkarten pro Jahr, davon zwei Drittel für Gruppen von wenigstens zwei Reisenden.
Zeitgleich mit der Einführung des Super-Sparpreises am 1. August 2018 wurde der Sparpreis reformiert. Die „Gebühr“ für die Stornierung wurde von 19 Euro auf 10 Euro gesenkt, der verbleibende Fahrkartenwert allerdings nur noch als Gutschein ausgegeben. Dies führte zu massivem Missbrauch durch gestohlene Daten, so dass im Vertrieb über das Internet die Zahlmöglichkeiten Mitte Dezember 2018 auf Sofort-Überweisung, Gutschein und eingeschränkt Kreditkarte (nur mit 3D-Secure-Verfahren) beschränkt wurde. Dabei passierte aber offensichtlich eine Panne, denn es gab massive Rückmeldungen von Kunden, dass die Zahlungen mit Gutschein und Kreditkarte (trotz 3D-Secure-Verfahren) gar nicht und auch mit der Sofort-Überweisung häufig nicht funktionierte. Stand Anfang Februar 2019 sind diese Probleme noch immer nicht vollständig behoben und die Bezahlmöglichkeiten noch immer eingeschränkt.

#### Super Sparpreis und Sparpreise seit August 2018
Seit dem 1. August 2018 bietet die Deutsche Bahn für Reisen, die eine Strecke mit Zugbindung in Fernverkehrszügen beinhalten, den Super Sparpreis.
Dabei handelt es sich nicht notwendigerweise um besonders günstige Fahrkarten, vielmehr nimmt der Preis mit der Auslastung und meist auch mit nahendem Reisetermin zu. Damit können Supersparpreise nahezu das Niveau des Flexpreises (frühere Bezeichnung: Normalpreis) erreichen, werden dennoch unter dieser Bezeichnung angeboten, insbesondere gilt das zeitnah vor dem Reisetermin.
Ein Ticket mit Zugbindung im Fernverkehr, Stornierbarkeit gegen Gebühr bis zum Tag vor der Reise wird als Sparpreis bezeichnet und kostet für dieselbe Verbindung mindestens 4 Euro mehr als der Super Sparpreis, wobei die Preisdifferenz zum Supersparpreis mit dem Preis und damit dem möglichen Gutschriftsbetrag zunimmt und dessen Preis ebenfalls hoch sein kann.
Der Preis für die Stornierung eines „Sparpreises“ beträgt 10 Euro, und für den Restbetrag wird nun ein drei Jahre gültiger Gutscheincode ausgegeben, z. B. per E-Mail. Bei Neubuchung einer Fahrkarte durch eingeloggte Kunden wird dieser Gutschein nicht automatisch berücksichtigt.
Bei Stornierung von Hin- und Rückfahrkarten und solchen für mehrere Personen wird nur einmal das Stornierungsentgelt erhoben, ausgenommen internationale Fahrkarten. Voraussichtlich zusammen reisende Personen müssen daher beim Sparpreis auswählen, ob sie für Hin- und Rückfahrt getrennte Fahrkarten buchen (ggf. vorteilhaft bei Änderung der Reiseplanung in nur einer Richtung), und ob bzw. in welcher Richtung sie getrennte Fahrkarten je Person buchen (ggf. vorteilhaft bei Änderung der Reiseplanung durch nur eine der beiden Personen).
Anders als den Sparpreis lässt sich der Supersparpreis regulär nicht stornieren. Allerdings bietet die Bahn seit Dezember 2021 eine Sofortstornierung nach Kauf einer beliebigen Fahrkarte an, mit der sich auch sämtliche sonst nicht stornierbare (Aktions-)Angebote kostenfrei stornieren lassen. Dabei erhält der Kunde den vollen Betrag über das jeweilige Zahlungsmittel zurück. Die Sofortstornierung gilt einzig nicht für Fahrkarten, die mit Zustellung via Post geordert wurden. Bis 2024 betrug die Frist für die Sofortstornierung zwölf Stunden, seitdem sind es nur noch drei Stunden.
Die günstigsten Supersparpreise liegen (Stand Juni 2022) meist bei 17,90 Euro, mit Bahncard 13,40 Euro, Sparpreise bei mind. 21,90 Euro. Zeitweilig gibt es als Sparpreis Aktion gewisse Vergünstigungen bzw. nachträglich zusätzliche Kontingente.

#### Sparpreis und Super Sparpreis Young
Speziell an junge Menschen gerichtet führte die Bahn im Herbst 2020 zunächst als Aktionsangebot den Sparpreis Young ein. Später wurde er um den Super Sparpreis Young ergänzt, wobei beide Angebote ausschließlich für Personen unter 27 Jahren gelten. Seit dem Fahrplanwechsel im Dezember 2021 ist die Buchung beider Angebote dauerhaft möglich. Der Super Sparpreis Young ist hierbei bereits ab einem Mindestpreis von 12,90 Euro erhältlich (5 Euro weniger als beim regulären Super Sparpreis), der Sparpreis Young ab 16,90 Euro. Mit einer BahnCard liegt der geringstmögliche Preis bei 9,65 respektive 12,65 Euro. Ansonsten gelten in Bezug auf Stornierung etc. die gleichen Regelungen wie für den regulären (Super) Sparpreis.

#### Fernweh- und Spezialpreis-Tickets
Bis zum 31. Dezember 2015 gab es günstige Tickets, die nur über Dritte kaufbar waren, aber keine Kombination mit Bahncard und keinen Mitfahrer-Rabatt zulassen und erst ab einer Woche vor Reiseantritt gebucht werden konnten. Anfang 2016 werden diese Tickets nicht mehr angeboten.
- Die Fernweh-Tickets von L’tur waren teilweise günstiger als bei der Bahn. Es gab weitere Aktionen für Fahrten in wechselnde Regionen im nahen Ausland.
- Busliniensuche.de bot so genannte Spezialpreis-Tickets an.

Indirekter Nachfolger sind Tickets wie beispielsweise das Maxdome-Ticket. Hierbei wird ein Gutschein für eine reine Fernverkehrsfahrt zum Festpreis ausgestellt, wobei stark nachgefragte Züge und teilweise ganze Tage (meist Feiertage) ausgeschlossen sind.

#### Sparpreise 2003 bis 2011
Von August 2003 bis 31. Dezember 2009 wurden die Sparpreise 25 und 50 verkauft.
- 25 Prozent Rabatt auf den Normalpreis, Mitfahrer erhielten zusätzlich 50 Prozent Mitfahrerrabatt
- Kombination mit der BahnCard 25 möglich
- Der Fahrschein galt pro Fahrtrichtung an zwei aufeinander folgenden Tagen, bis zu zwei Fahrtunterbrechungen waren zulässig
- Auf jeder Fahrtrichtung musste zumindest auf einer Teilstrecke ein Fernverkehrszug (Intercity-Express, InterCity oder EuroCity) benutzt werden
- Bei Fernverkehrszügen war die Festlegung auf konkrete Züge notwendig (Zugbindung)
- Buchung mindestens drei Tage vor Fahrtantritt
- Kontingentiert
- Nur Hin- und Rückfahrkarten innerhalb eines Monats
- Mindestpreis (bis 250 km): 19 Euro (2. Klasse); 39 Euro (1. Klasse) / (Ab 250 km): 29 Euro (2. Klasse); 49 Euro (1. Klasse)
- Umtausch bis einen Tag vor dem ersten Geltungstag gegen eine Gebühr von 15 Euro (Preisstand: 7. Januar 2007) Danach war ein Umtausch ausgeschlossen.
- Änderten sich am Reisetag die Reisewünsche, konnte eine Sparpreis-Zusatzkarte gelöst werden für 15 Euro zuzüglich zur Differenz zwischen Sparpreis und Normalpreis.

Der Sparpreis 50 entsprach weitgehend dem Sparpreis 25, aber
- 50 Prozent Rabatt auf den Normalpreis, Mitfahrer erhalten zusätzlich 50 Prozent Mitfahrerrabatt
- Wochenendbindung: Zwischen Hin- und Rückfahrt musste eine Nacht von Samstag auf Sonntag liegen, oder Hin- und Rückfahrt fielen jeweils auf einen Wochenendtag.[31]

### City-Ticket
Am 14. Dezember 2003 wurde für Fernverkehrsfahrkarten die „City-Ticket“-Funktion eingeführt. Diese gestattet es in 127 Städten (Stand: Juli 2018), bei der Hinreise am Tag der Ankunft am Zielbahnhof das eigentliche Ziel im Stadtgebiet mit dort verkehrenden Verbund-Verkehrsmitteln (Bus, S- und U-Bahn sowie Straßenbahn, Nahverkehrszüge) zu erreichen; seit dem 1. Januar 2013 gilt dies auch für Rückfahrkarten am Abreisetag für die Fahrt zum Startbahnhof, wenn auf der Fahrkarte das Datum der Rückfahrt aufgedruckt ist. Dabei darf nur einmal direkt zum Ziel oder vom Startpunkt zum Bahnhof gefahren werden. „Stadtgebiet“ schließt im Normalfall die Tarifzone(n) des jeweiligen Verkehrsverbundes ein. Dies gilt auch für einen Mitreisenden (gegebenenfalls ohne BahnCard), wenn er vor Reiseantritt auf dem Fahrschein eingetragen wurde.
Voraussetzungen
- die einfache Entfernung ist größer als 100 Kilometer und mindestens eine Teilstrecke fährt man im ICE, IC oder EC.
- Vor 1. August 2018 musste man eine BahnCard 25 oder 50 besitzen.

Seit dem 1. August 2018 war das City-Ticket im Sparpreis und Flexpreis auch ohne BahnCard enthalten – nicht aber im Super-Sparpreis.
Seit dem 10. Dezember 2023 werden City-Tickets nur noch für Flexpreise ausgegeben.
Die City-Funktion erkennt man am Zusatz „+City“ hinter dem Namen des Zielbahnhofes, zum Beispiel „Köln+City“. Auch die Mobility BahnCard 100 gilt als City-Ticket, jedoch ohne kostenfreie Kindermitnahme.
Folgende Städte (Tarifzonen) beteiligen sich am City-Ticket
- Baden-Württemberg: Aalen, Baden-Baden, Esslingen, Freiburg im Breisgau, Friedrichshafen, Göppingen, Heidelberg, Heilbronn, Karlsruhe, Konstanz, Ludwigsburg, Mannheim, Offenburg, Pforzheim, Ravensburg, Reutlingen (220 ohne Pliezhausen, Walddorfhäslach, Eningen/Pfullingen), Stuttgart, Tübingen(Preisstufe 11 mit Stadtteile), Ulm
- Bayern: Aschaffenburg, Augsburg, Bamberg, Bayreuth, Erlangen, Fürth, Ingolstadt, München, Nürnberg, Passau, Regensburg, Neu-Ulm, Würzburg
- Berlin – Tarifbereich AB
- Brandenburg: Cottbus (AB), Potsdam (AB)
- Hessen: Bad Homburg (5101), Darmstadt (4001, 4035, 4045), Frankfurt (50 ohne 5090, d. h. Flughafen), Fulda, Gießen (1501), Hanau (3001), Kassel, Marburg (0501, 0540, 0546, 0555, 0558, 0588), Offenbach (3601), Wiesbaden (65 nur Stadtgebiet Wiesbaden)
- Mecklenburg-Vorpommern: Rostock, Greifswald, Schwerin (1)
- Niedersachsen / Bremen: Braunschweig, Bremen, Bremerhaven, Celle, Delmenhorst, Göttingen, Hameln, Hannover, Hildesheim, Lüneburg, Oldenburg, Osnabrück, Salzgitter, Wilhelmshaven, Wolfsburg
- Nordrhein-Westfalen: Aachen, Bergisch Gladbach, Bielefeld, Bochum, Bonn, Bottrop, Detmold, Dortmund, Duisburg, Düren, Düsseldorf, Essen, Gelsenkirchen, Gütersloh, Hagen, Hamm, Herford, Herne, Iserlohn, Krefeld, Köln, Leverkusen, Lippstadt, Minden, Moers, Mülheim, Münster in Westfalen, Mönchengladbach, Neuss, Oberhausen, Paderborn, Recklinghausen, Remscheid, Rheine, Siegen, Solingen, Witten, Wuppertal
- Rheinland-Pfalz: Kaiserslautern (800), Koblenz (101–107), Ludwigshafen, Mainz (65 ohne Wiesbaden, Ginsheim, Gustavsburg, Walluf), Neustadt/Weinstr. (132, 142, 152), Speyer (143), Trier (1–4), Worms (23, 33, 43, 53)
- Saarland: Saarbrücken
- Sachsen: Chemnitz (13), Dresden (10), Leipzig (110), Zwickau
- Sachsen-Anhalt: Halle (210), Magdeburg (10)
- Schleswig-Holstein / Hamburg: Hamburg (Ringe A+B), Hamburg-Harburg (Ringe A+B südlich der Norderelbe), Kiel, Lübeck (6000), Neumünster (3500) und Flensburg (2000)
- Thüringen: Erfurt (10), Gera (40), Jena (30), Weimar (20)

Wenn zwei benachbarte Städte im Verbundtarif eine gemeinsame Zone bilden (z. B. Nürnberg und Fürth oder Mainz und Wiesbaden), gilt das City-Ticket aber meist nur in einer von beiden Städten. Wer beispielsweise im Fernverkehr nach Fürth reist und dazu in Nürnberg umsteigen muss, kann deshalb mit „Nürnberg+City“ mit der gemeinsamen U-Bahn nur bis zur Stadtgrenze fahren, mit „Fürth+City“ aber nicht die Teilstrecke in Nürnberg benutzen – die parallel fahrenden S- oder R-Bahnen aber durchgehend, weil sie im Bahntarif enthalten sind. Auch Reisende nach Wiesbaden können nicht die gemeinsamen Buslinien beider Städte nutzen, wenn sie mit dem Fernzug am größeren Hauptbahnhof Mainz ankommen.

### City mobil
Unter dem Namen „DB City mobil“ können Verbund-Fahrkarten für den Zielort dazugebucht werden, wenn die Voraussetzungen für das City-Ticket nicht erfüllt sind. Dies ist etwa der Fall, wenn die einfache Entfernung weniger als 100 km beträgt, die Fahrt keine Teilstrecke im ICE/IC/EC enthält oder bei Buchungen im Tarif Sparpreis oder Super Sparpreis. In Abhängigkeit vom Zielort stehen Einzelfahrten und/oder Tageskarten zur Auswahl. Das Angebot entspricht dem jeweiligen Verbundfahrschein am Zielort. Dadurch sind einheitliche Angaben zu diesem Ticket schwer möglich, da sich die Verbünde im Preis sowie der zeitlichen und räumlichen Gültigkeit der Tickets und den weiteren Bestimmungen nicht zwangsläufig gleichen.

### IC/EC-Tarif bis 2007
Der Tarif der Produktklasse IC/EC war bis 2007 unmittelbar von der Entfernung (in Tarifkilometern) zwischen Start und Ziel abhängig. Seit der Tarifreform im Dezember 2002 stieg der Preis mit der Entfernung jedoch nicht mehr linear an (damals 14 Cent pro Kilometer zuzüglich 3,60 Euro IC/EC-Zuschlag, dieser Zuschlag wurde mittlerweile abgeschafft), sondern beinhaltete eine Entfernungsdegression. Bei einer Entfernung von 650 Kilometern lag der Preis 30 Prozent unter dem des linearen Anstiegs. Seit Juni 2007 ist der bisherige IC/EC-Tarif im Relationspreissystem (siehe oben) aufgegangen.

### Aktuell
Der IC/EC-Tarif ist der erforderliche Tarif zur Nutzung von Nachtreisezügen im innerdeutschen sowie im grenzüberschreitenden Verkehr. Zur Nutzung von Nachtzügen besteht entweder die Möglichkeit, eine Fahrkarte zum Flexpreis des IC/EC-Tarifes sowie einer Reservierung zu lösen oder ein Dauerspezial- bzw. Europaspezialticket zuzüglich der Reservierung zu erwerben. Nach der Auflösung der City Night Line verkehren seit dem Fahrplanwechsel im Dezember 2016 nur noch ausländische Nachtzüge in Deutschland wie der ÖBB Nightjet sowie als EuroNight geführte Nachtreisezüge, welche jedoch auch für innerdeutsche Fahrten genutzt werden können. Angeboten werden zumeist Schlafwagen, Liegewagen und Sitzplätze in Abteilwagen zu je sechs Sitzplätzen, welche jedoch auch reservierungspflichtig sind. Eine Reservierung kostet derzeit (2023) für alle Züge im deutschen und grenzüberschreitenden Fernverkehr 4,90 Euro in der zweiten und 5,90 Euro in der ersten Klasse; vor dem 11. Juni 2023 wurde beim Kauf eines Tickets der ersten Klasse eine kostenfreie Reservierung angeboten.

### „Plan-und-Spar“-Tarife (2002–2003)
Von Dezember 2002 bis August 2003 wurden die „Plan-und-Spar“-Tarife in drei Rabattstufen verkauft (Plan&Spar 40, 25 und 10), dabei waren die Rabattstufen 25 und 40 nur für Fahrscheine für Hin- und Rückfahrt erhältlich.

### Mitfahrerrabatt (bis 2010)
Für Sparpreise 25 und 50 galt bis Ende 2010 sowie für Normalpreis-Fahrkarten mit Bahncard-Rabatt bis Mitte Dezember 2005 und für Normalpreis-Fahrkarten ohne Rabatt bis 12. Dezember 2004:
- Erwarben mehrere Reisende zusammen eine Fahrkarte, bezahlte die erste Person so als kaufe sie allein. Jede weiteren Person zahlte nur die Hälfte des Normalpreises/Sparpreises – abzüglich 25 % mit einer BahnCard 25.
- Durch Kombination eines an die Buchung von Hin- und Rückfahrt gebundenen Sparpreises mit dem Mitfahrerrabatt konnte sich für Gruppen ein niedrigerer Preis für Hin- und (gegebenenfalls nicht angetretene) Rückfahrt ergeben als für die einfache Fahrt mit dem Normalpreis.

## Nahverkehr (bis 2021)
Der Tarif für die Produktklasse C war ebenfalls direkt von der Entfernung abhängig, auch hier schwächt der Preisanstieg mit zunehmender Entfernung ab. Nebeneffekt ist, dass sich bei zunehmender Entfernung der Preisunterschied zu den Produktklassen A und B vergrößert, während er bis 2002 konstant war. Für die Berechnung der Tarifentfernungen im Nahverkehr und die nur im Nahverkehr gültigen „Raumbegrenzungen“, die sich von denen des Fernverkehrs unterscheiden, gibt die DB den sogenannten „Entfernungszeiger“ (Tarifverzeichnis 603) als CD-ROM heraus. Für den Fernverkehr existiert kein vergleichbarer Tarif.
Dieser Tarif galt in Nahverkehrszügen (Regionalbahn (RB), Regional-Express (RE), Interregio-Express (IRE), S-Bahn) der Deutschen Bahn und normalerweise auch bei den nicht zur DB AG gehörenden Privatbahnen.
Zahlreiche Nahverkehrslinien werden von privaten Eisenbahnunternehmen betrieben. Dies hat auf den Fahrpreis i. d. R. keinen Einfluss, da in den Ausschreibungen sehr oft eine Akzeptanz des DB-Tarifes gefordert wird.
Als Folge der immer größer werdenden Zahl von Verkehrsverbünden unter Einbeziehung der Bahn sowie der Neuausrichtung des Nahverkehrs (Länder bestellen und bezahlen) waren Fahrscheine des DB-Nahverkehrstarifs nur noch dort erhältlich, wo keine Verkehrsverbünde oder Landestarife bestehen beziehungsweise die Grenze zwischen zwei Verbünden überschritten wurde – vorausgesetzt, es wurden ausschließlich Produkte des Nahverkehrs (Regional-Express, Regionalbahn, S-Bahn, Interregio-Express, Metropolexpress und zeitweise auch Stadt-Express) benutzt.
Zumeist ausschließlich in Produkten des Nahverkehrs gilt die Freifahrt für Schwerbehinderte, welche für eine pauschale Eigenbeteiligung in Höhe von jährlich 91 Euro bzw. halbjährlich 46 Euro (kostenfrei mit den Merkzeichen „H“, „Bl“ oder „Tbl“) die bundesweite Nutzung entsprechender Züge sowie von Straßenbahnen, S-/U-Bahnen und Linienbussen erlaubt. Hierfür muss eine Wertmarke/Beiblatt zum Schwerbehindertenausweis über das zuständige Versorgungsamt erworben werden.
Ende 2016 wurden entfernungsabhängige Preissprünge abgeschafft und durch eine stufenlose Zunahme ersetzt.
Der Nahverkehrstarif der Deutschen Bahn wurde zum 1. Januar 2022 vom Deutschlandtarif abgelöst. Verantwortlich für den Tarif ist die von Aufgabenträgern und Verkehrsunternehmen gegründete Deutschlandtarifverbund GmbH. Mit dem Deutschlandtarif wird unter anderem die Einnahmeaufteilung zwischen den Beteiligten wettbewerbsneutral neu geregelt.

### Schönes-Wochenende-Ticket
Das Schönes-Wochenende-Ticket war ein von 1995 bis 2019 existierender Netzfahrschein in Deutschland. Es galt für alle Regionalzüge der Deutschen Bahn (IRE, RE, RB sowie S-Bahnen), in den Regionalzügen der Privatbahnen, soweit diese Mitglied im Tarifverband der Bundeseigenen und Nichtbundeseigenen Eisenbahnen in Deutschland (TBNE) waren, sowie teilweise in Verkehrsmitteln der Verkehrsverbünde, wie beispielsweise im Großbereich des Hamburger Verkehrsverbundes; einige Verkehrsverbünde verkauften auch das Ticket. Es kostete im Jahr 2019 44 Euro für die erste Person plus je sechs Euro pro Mitfahrer an Fahrkartenautomaten, in DB-Service-Stores sowie als Onlineticket im Internet, beim Kauf in Reisezentren und Reisebüros mit DB-Lizenz zuzüglich zwei Euro pro Ticket sowie bei telefonischer Bestellung über die DB-Service Hotline zuzüglich 3,50 Euro Versandpauschale. Das Ticket, zu Beginn für 15 DM verkauft und für bis fünf Personen gültig, galt zunächst am gesamten Wochenende, später wahlweise an einem Wochenendtag, nicht jedoch an Feiertagen, wenn diese auf einen Werktag fielen, ab 0 Uhr bis 3 Uhr am Folgetag. Der Verkauf wurde zum 8. Juni 2019 eingestellt; bereits erworbene Tickets können am gewählten Geltungstag jedoch noch genutzt werden, so dass die letzte Fahrt im Dezember 2019 möglich war.

### Quer-durchs-Land-Ticket
Das Quer-durchs-Land-Ticket entspricht bei den Konditionen weitgehend dem Schönes-Wochenende-Ticket. Es gilt deutschlandweit montags bis freitags ab 9 Uhr bis 3 Uhr am Folgetag, an Samstagen, Sonntagen und an bundesweiten Feiertagen ab 0 Uhr bis 3 Uhr am Folgetag, jedoch ausschließlich in IRE, RE, RB sowie S-Bahn-Zügen sowie in den Nahverkehrszügen der Privatbahnen, welche Mitglied im Tarifverband TBNE sind, jedoch nicht anderen Verbundverkehrsmitteln. Das Quer-durchs-Land-Ticket kostet 46 Euro für die erste Person sowie neun Euro pro Mitfahrer beim Kauf an Fahrkartenautomaten, in DB-Service-Stores sowie als Onlineticket. Beim Kauf in Reisezentren und Reisebüros mit DB-Lizenz fällt ein Zuschlag von zwei Euro pro Ticket an sowie bei telefonischer Bestellung über die DB-Service-Hotline eine Versandpauschale von 3,50 Euro.

### Ländertickets
Mit den bundesweit verfügbaren Ländertickets können bis zu fünf Personen in einem oder mehreren Bundesländern (Rheinland-Pfalz und Saarland, Schleswig-Holstein und Hamburg, Berlin und Brandenburg) beliebig viele Fahrten mit den Regionalzügen der DB sowie der Privatbahnen in Deutschland unternehmen, welche Mitglied im Tarifverband TBNE sind sowie in den Verkehrsmitteln der Verkehrsverbünde. Die Fahrscheine gelten von Montag bis Freitag ab 9 Uhr bis 3 Uhr des Folgetages sowie an Samstagen, Sonntagen und an gesetzlichen Feiertagen ab 0 Uhr bis 3 Uhr des Folgetages.
In einigen Bundesländern war das Länderticket bereits vor 2022 kein Angebot der Deutschen Bahn mehr, so ist beispielsweise das Niedersachsen-Ticket Teil des Niedersachsentarifs und das Baden-Württemberg-Ticket Teil des bwtarif.

## Europareisen

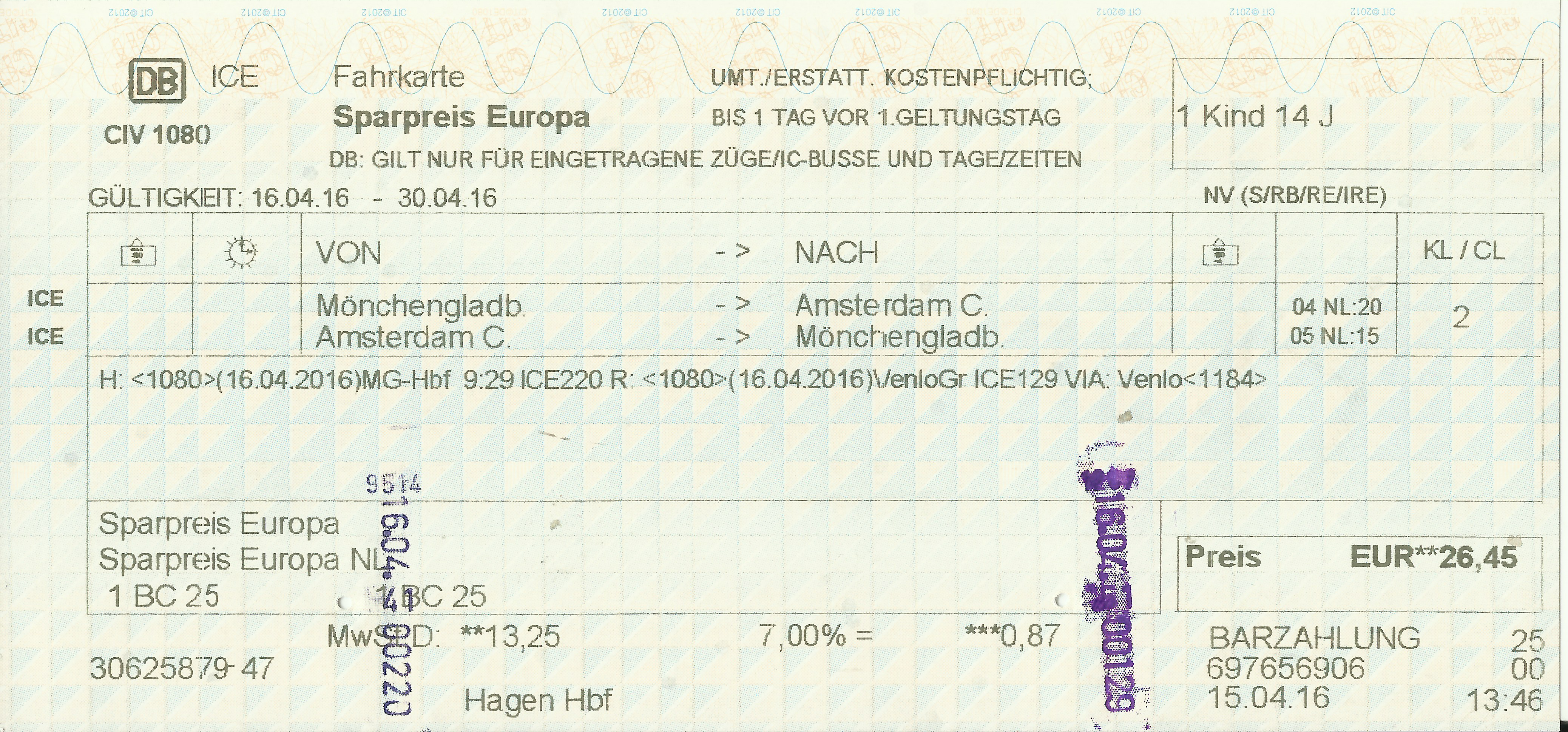
Ein Kinder-Sparpreis Europa für die Strecke Mönchengladbach–Amsterdam mit dem ICE

- Sparpreis Europa (ehemals Europa-Spezial): Angebot für einfache Fahrten nach Dänemark, Niederlande, Belgien, Frankreich (nur bei Nutzung der Züge des grenzüberschreitenden Hochgeschwindigkeitsverkehrs über die LGV Est européenne und LGV Rhin-Rhône in den Kooperationszügen der DB und SNCF), Schweiz, Österreich, Tschechien, Slowakei, Italien (nur durchgehende Züge von Deutschland, nur für Fahrten über Österreich im Brenner-Kooperationsverkehr der DB und ÖBB). Der Grenzübertritt muss in einem Fernverkehrszug erfolgen. Es ist das Pendant zum innerdeutschen Sparpreis und kostet je nach Verfügbarkeit ab 39 Euro. Mit BahnCard 25 gibt es 25 Prozent Rabatt. Auf grenznahen Strecken (z. B. Aachen–Belgien, Berlin–Posen, Berlin/Dresden/Leipzig–Tschechien) gibt es das Europa-Spezial ab 19 Euro.
- Sparpreis 25: Hin- und Rückfahrangebot für Länder ohne Sparpreis Europa (vorwiegend Osteuropa), Wochenendbindung (entfällt bei Ländern mit Sparpreis-50-Angebot). Die Zugbindung gilt nicht für die ausländische Strecke.
- Sparpreis 50: für einige Länder ohne Sparpreis Europa erhältlich, Wochenendbindung
- Rail Plus, die Zusatzleistung zur BahnCard (bei Erwerb seit 9. Dezember 2007 inklusive). Eine Ermäßigung von 25 Prozent auf den Streckenanteil der ausländischen Bahnen für grenzüberschreitende Reisen gemäß TCV-Tarif.
- Anerkennung der BahnCard bei grenzüberschreitenden Reisen nach Österreich und in die Schweiz, weitere Informationen unter TEE Rail Alliance
- Pauschalpreisangebote für Thalys, Eurostar, Berlin-Warszawa-Express.
- EUREGIO-Tickets (Maas-Rhein, Bodensee u. a.)
- Interrail und Netzangebote ausländischer Bahngesellschaften (ScanRail, BritRail, Swiss Travel Pass)
- London-Spezial: Angebot für eine Fahrt von einem beliebigen deutschen Bahnhof nach London. Preis: Je nach Verfügbarkeit ab 49 Euro in der 2. Klasse und 99 Euro in der 1. Klasse. Bedingungen: innerhalb Deutschlands beliebige Fahrt (Nah-/Fernverkehr), Köln–Brüssel im ICE (knapp 2 Stunden, London-Spezial gilt nicht im Thalys), Brüssel–London im Eurostar (circa 2 Stunden)
- Grenzüberschreitende Fahrkarten (Start- oder Zielbahnhof im europäischen Ausland) zum Normalpreis sind teilweise günstiger als innerdeutsche Verbindungen und können flexibler eingesetzt werden. So gelten Auslandsfahrkarten 14 Tage lang, wohingegen innerdeutsche Normalpreis-Fahrkarten je Richtung maximal 2 Tage gültig sind. Weil man die Fahrt nicht zwangsläufig wirklich im Ausland beginnen oder enden lassen muss, sind die Auslandsfahrkarten für manche innerdeutsche Fahrten eine preisgünstige Alternative.[37]
- Seit dem Fahrplanwechsel 2005/2006 wird das ehemalige Aktionsangebot Europa Spezial unter dem neuen Namen Surf&Rail International als dauerhaftes Angebot fortgeführt und ermöglicht Reisen in Direktzügen zu vielen Europäischen Zielen ab 19 Euro. Es ist wie das ehemalige deutsche Surf & Rail nur im Internet buchbar. Mittlerweile wird wieder die Bezeichnung Europa Spezial genutzt.
- Für manche EuroNight-Nachtzugverbindungen ins Ausland (Linien Hamburg–Wien–Hamburg, Hamburg–Zürich–Hamburg, Berlin–Wien–Berlin, Düsseldorf–Wien–Düsseldorf) gibt es das Angebot SparNight, das für eine einfache Fahrt ab 29 Euro im Sitzwagen, ab 49 Euro im Liegewagen und ab 69 Euro im Schlafwagen erhältlich ist.

## Rabatte

### Kinder
Kinder unter sechs Jahren reisen kostenlos, und eine Fahrkarte ist nicht notwendig. Sollen Plätze im Kinderabteil reserviert werden, so müssen Kinder angegeben werden.
Kinder im Alter von sechs bis einschließlich 14 Jahren fahren in Begleitung einer Person, die 15 Jahre oder älter ist, ebenfalls kostenlos. Reisen sie alleine, sind 50 Prozent des Flex- bzw. Sparpreises zu bezahlen.
Nach Unternehmensangaben reisen jährlich 35 Millionen Kinder kostenlos mit der Deutschen Bahn. Seit dem Fahrplanwechsel im Dezember 2013 werden Kinder nicht mehr bei der Berechnung der Sparpreis-Kontingente berücksichtigt.

### BahnCard
Seit August 2003 gibt es drei verschiedene BahnCard-Typen: BahnCard 25, BahnCard 50 und BahnCard 100 (vormals Mobility BahnCard 100), jeweils mit Versionen für die erste und zweite Klasse. Die BahnCard 25 und die BahnCard 50 gibt es nur im Abonnement. Die BahnCard 100 gab es bis Dezember 2022 zusätzlich auch als monatliches Abonnement. Seit August 2015 existieren zudem Angebote für junge Leute zwischen sechs und einschließlich 26 Jahren, die vergünstigte BahnCards (My BahnCard 25, My BahnCard 50 & My BahnCard 100) erhalten. Die Laufzeit der im Abonnement bezogenen Bahncards verlängert sich dabei um ein Jahr, wenn nicht spätestens sechs Wochen vor Ablauf der Bahncard das Abonnement gekündigt wird. Für Jugendliche bis zur Vollendung des 19. Lebensjahres gibt es zudem die Jugend BahnCard 25, die von den Abonnement-Regelungen ausgenommen ist.
BahnCard 25
Mit der im Dezember 2002 neu eingeführten BahnCard 25 erhalten Kunden 25 Prozent Rabatt auf den Flexpreis. Sie kann zudem mit allen Sparpreisen und gegebenenfalls mit dem – nicht mehr erhältlichen – Mitfahrerrabatt kombiniert werden. Die BahnCard 25 kostet für die 2. Klasse 59,90 Euro (1. Klasse 121 Euro). Für Personen ab 65 Jahren und Schwerbehinderte ab einem Grad der Behinderung von mindestens 70 Prozent wird eine Ermäßigung gewährt (40,90 Euro in der 2. und 81,90 Euro in der 1. Klasse).
Jugend BahnCard 25
Seit Dezember 2005 gibt es bei der Deutschen Bahn auch die Jugend BahnCard 25. Sie kostet einmalig 7,90 Euro und gilt bis zur Vollendung des 19. Lebensjahres. Allerdings ist die jeweilige BahnCard auf fünf Jahre, längstens jedoch bis zum maximal letzten Gültigkeitstag, befristet und wird dann ausgetauscht. Die Jugend BahnCard 25 wird als einzige BahnCard nur in einer Version herausgegeben, die sowohl die 1. Klasse als auch die 2. Klasse umfasst.
BahnCard 50
Mit der „alten“ BahnCard 50 gibt es auf den normalen Fahrpreis 50 Prozent Rabatt. Seit August 2016 wird außerdem auch auf den Sparpreis des Fernverkehrs (ICE und IC/EC) ein Rabatt gewährt, allerdings nur in Höhe von 25 Prozent.  Die BahnCard 50 kostet für die 2. Klasse 244 Euro (1. Klasse: 492 Euro). Der ermäßigte Preis beträgt 122 Euro in der zweiten und 241 Euro in der ersten Klasse und gilt unter anderem für Senioren ab 65 Jahren und Schwerbehinderte ab einem Grad der Behinderung von 70.
My BahnCard 25 und My BahnCard 50
Mit der My BahnCard 25 und der My BahnCard 50 wurden im August 2015 spezielle Angebote für junge Menschen von 6 bis einschließlich 26 Jahren eingeführt. Sie ersetzen das damals nur für Studenten unter 27 Jahren gültige Angebot, eine rabattierte BahnCard 25 oder BahnCard 50 zu erhalten. Die Regelungen der BahnCards gelten analog zu denen der BahnCard 25 bzw. der BahnCard 50, sind aber im Preis deutlich günstiger.
Die MyBahncard 25 kostet im Jahr 39,90 Euro in der zweiten und 81,90 Euro in der ersten Klasse; die My BahnCard 50 wird für jährlich 79,90 Euro in der zweiten bzw. 241 Euro in der ersten Klasse angeboten.
BahnCard 100
Die BahnCard 100, früher bekannt als „Netzkarte“, berechtigt zu beliebig vielen Fahrten in allen Zügen (bis auf Ausnahmen wie z. B. Autozüge und Nachtzugverbindungen) der Deutschen Bahn und der verbundenen regionalen Partnerunternehmen. Sie kostet für die 2. Klasse 4550 Euro und 7714 Euro für die 1. Klasse. Als Aktion startete im April 2024 die MyBahncard 100, deren Preis bei 2988 Euro für die zweite Klasse und 5888 Euro für die erste Klasse liegt. Der Bezug im monatlichen Abonnement wurde Ende 2022 abgeschafft. Die City-Ticket-Funktion wurde am 12. Dezember 2004 auch für die BahnCard 100 eingeführt. Diese berechtigt seitdem in allen Tarifzonen, in denen die City-Ticket-Funktion angeboten wird, zur Fahrt mit den dort verkehrenden Verbund-Verkehrsmitteln. Im Gegensatz zur City-Ticket-Funktion für Einzelfahrscheine berechtigt die BahnCard 100 jedoch zu beliebigen Fahrten innerhalb der jeweiligen Tarifzonen.
(Preisstand: August 2024)

### Frühere bzw. unregelmäßige Aktions- und Sonderangebote
- Seit der Einführung der BahnCard 25 wird diese unregelmäßig mit unterschiedlichen Sonderangeboten beworben. Die Deutsche Bahn bietet hierfür zu verschiedenen Anlässen Sonderformen der Bahncard 25 mit eingeschränkter Gültigkeit zu einem reduzierten Preis an. Diese Karten werden, soweit keine Kündigung vorliegt, nach Ende der Gültigkeit automatisch in ein BahnCard-25-Abonnement umgewandelt.

- Vom 10. Juni 2007 bis zum 31. Dezember 2009 galt das Dauer-Spezial für die 2. Klasse für eine Person und eine einfache Fahrt in fünf Preisstufen von 29 bis 69 Euro, am Fahrkartenschalter jeweils 5 Euro teurer. Die Fahrkarten konnten frühestens drei Monate, spätestens drei Tage vor Reiseantritt gekauft werden, hatten Zugbindung und konnten weder umgetauscht noch erstattet werden. Zumindest die günstigeren Preisstufen waren oft nur schwer erhältlich; die Verbindungsauskunft sucht nicht gezielt nach verfügbaren Kontingenten. Die kostenlose Mitnahme eigener Kinder oder Enkel wie bei den Sparpreisangeboten war nicht möglich. Es gab weder Kinder- noch BahnCard-Rabatt. Seit 1. Januar 2010 wurde die Preisstaffelung in den Sparpreis überführt, hierbei war nun auch eine Kombination mit BahnCard-Rabatt möglich. Das Dauer-Spezial hatte folgende Angebote abgelöst:
  - Seit dem Sommer 2004 bot die Deutsche Bahn in unregelmäßigen Abständen Sonderpreise an, die ohne BahnCard, aber mit Vorausbuchungsfrist erhältlich waren. Dabei kostete die einfache Fahrt auf einer beliebigen Strecke in einem beliebigen Fernzug beispielsweise 29 Euro (Automat und Internet; am Fahrkartenschalter 34 Euro).
  - Unter dem Begriff Surf & Rail waren ausschließlich übers Internet auf ausgewählten, wöchentlich wechselnden Relationen Fahrkarten zu einem Preis erhältlich, der unter dem BahnCard- oder Sparpreis lag. Ab Februar 2005 wurden jeweils 30 Verbindungen angeboten, bei denen Hin- und Rückfahrt 39 oder 59 Euro kosteten. Der 1999 eingeführte Tarif wurde Ende 2002 vorübergehend eingestellt und von Ende 2003 bis 2007 erneut angeboten.

- Vom 19. bis 28. Mai 2005 bot die Bahn zum ersten Mal Fahrkarten beim Discounter Lidl an. Ein Lidl-Ticket kostete für zwei Personen für eine einfache Fahrt (oder zwei einfache Fahrten für eine Person) in ganz Deutschland 49,90 Euro. Die Fahrscheine mussten bis zum 3. Oktober 2005 genutzt werden. Mit dieser Aktion wollte die Bahn neue Kunden gewinnen und den Billigfluggesellschaften Konkurrenz machen. Diese Aktion wurde mehrfach (mit höheren Preisen) wiederholt (Preis pro Ticket 66 Euro für 2010, 73 Euro für 2011, 79 Euro für 2014). Auch bei Tchibo und McDonald’s gab es ähnliche Aktionsangebote.

- Vom 27. April 2007 bis zum 14. Oktober galt das BUGA-Kombi-Ticket. Es umfasste den Eintritt zum Ausstellungsgelände der Bundesgartenschau in Gera und Ronneburg sowie Hin- und Rückfahrt in der zweiten Klasse von jedem Bahnhof in Thüringen, Sachsen oder Sachsen-Anhalt und kostete 22 Euro.

- Im August 2008 versteigerte die Bahn Fahrkarten auf der Internet-Auktionsplattform eBay. In einer ersten Tranche wurden die Fahrscheine zum Startpreis von 1 Euro angeboten, während eine zweite Tranche zum Festpreis von 66 Euro angeboten wurde. Obwohl die Vorgehensweise (allerdings ohne Nennung des Festpreises) vorher angekündigt worden war, erntete die Bahn für diese Aktion viel Kritik, da viele Ersteigerer der Fahrkarten der ersten Tranche weit mehr als 66 Euro gezahlt hatten.

- Im Jahr 2016 wurde der einige Jahre angebotene Deutschland-Pass eingestellt. Einen Monat lang konnten alle Nah- und Fernzüge im Netz der Deutschen Bahn (ohne City Night Line und EuroNight) zum Festpreis genutzt werden. Zusätzlich waren je zwei weitere Tage im Netz der Bundesbahnen in Österreich (ÖBB) und der Schweiz (SBB) erlaubt.[41]

### Freiwilliger Wehrdienst
Freiwillige Wehrdienstleistende erhalten bei Vorlage ihres Truppenausweises 25 Prozent Rabatt auf Fahrkarten für Dienst- und Privatreisen. Eine Kombination mit anderen Rabatten, z. B. Sparpreis 25, oder das Buchen über das Internet ist nicht möglich.
Soldaten der Bundeswehr in Uniform können seit 2020 kostenfrei die 2. Klasse in Zügen der Deutschen Bahn benutzen.

## Fahrradmitnahme
Die Fahrradmitnahme im Fernverkehr ist heute in vielen Zügen möglich, jedoch nicht im ICE der Baureihen ICE 1, ICE 2 und ICE 3. Sie kostet 9,00 €, gilt dann aber auch für etwaige Teil-Strecken, die im Nahverkehr zurückgelegt werden. Für den Fernverkehrs-Anteil besteht die Pflicht zur Reservierung eines Stellplatzes.
Die Fahrradtageskarte Nahverkehr kostet im Allgemeinen 6,00 €. In vielen Bundesländern und Tarifverbünden gibt es aber abweichende Tarife, wobei zu beachten ist, dass nicht jedes Fahrrad-Ticket mit jedem Ticket für die mitführende Person kombiniert werden kann. In Baden-Württemberg, Rheinland-Pfalz und dem Saarland ist die Fahrradmitnahme von Montag bis Freitag von 9 Uhr bis 3 Uhr des Folgetages sowie an Samstagen, Sonn- und Feiertagen ganztägig kostenlos möglich. Von Montag bis Freitag vor 9 Uhr ist der Kauf eines Fahrrad-Tickets notwendig, wobei es teilweise Abweichungen in Verkehrsverbünden gibt. In Thüringen und Sachsen-Anhalt können Fahrräder ganztägig kostenlos in Nahverkehrszügen mitgenommen werden. Dies gilt auch in dem in Sachsen gelegenen Teil des Mitteldeutschen Verkehrsverbundes. Für das Überschreiten von Tarif- oder Landesgrenzen benötigt man zuweilen ein zusätzliches Fahrrad-Ticket, auch wenn für beide beteiligten Gebiete die Radmitnahme bereits abgegolten ist (so genannter ein- und ausbrechender Verkehr). Im Nahverkehr der diversen Eisenbahnverkehrsunternehmen gelten auf Grundlage des Deutschlandtarifs und der Einbindung in die Tarifverbünde in aller Regel gleiche Bedingungen.
Die Fahrradmitnahme in allen Zügen des Nah- und Fernverkehrs ist in der BahnCard 100 preislich bereits enthalten. Im Fernverkehr ist dennoch eine Reservierung nötig, die kostenlos erhältlich ist, und zwar in einem Reisezentrum oder telefonisch.

## Fahrkarten der DB in Zügen privater Anbieter

### DB-Fahrkarten bei anderen Nahverkehrs-EVU
Fast alle Eisenbahnverkehrsunternehmen (EVU) fahren ihre Nahverkehrszüge nach Ausschreibung und Zuschlagserteilung durch die Aufgabenträger für den Schienenpersonennahverkehr (SPNV) und erhalten dafür einen Zuschuss aus den Regionalisierungsmitteln auf Grundlage eines Verkehrsvertrags. Die Tarife werden durch die jeweiligen EVU und durch die betreffenden Verkehrsverbünde festgelegt. In der Regel wird dabei auch der Tarif der Deutschen Bahn anerkannt.

### DB-Fahrkarten bei anderen Fernverkehrs-EVU
Jedes EVU kann eigenwirtschaftlichen Schienenpersonenfernverkehr anbieten. Eine öffentliche Bezuschussung ist dafür nicht vorgesehen. Die Preise für diese Fernverkehrszüge können die Eisenbahnunternehmen selbst festlegen. Fahrscheine der Deutschen Bahn sind, abgesehen von einigen Teilstrecken in Verkehrsverbünden, in diesen Zügen nicht gültig.

## Kritik am Preissystem der DB und Fortentwicklung 2015
In Anbetracht der Komplexität des Tarifsystems wird besonders kritisiert, dass die Bahn-Mitarbeiter selbst teilweise unnötig teure Tickets verkaufen. Insbesondere ist es mitunter günstiger, dieselbe Zugverbindung mit zwei getrennten Fahrscheinen durchzuführen als mit einem durchgelösten Ticket oder das Ticket für eine längere Strecke als wirklich genutzt zu lösen.
Beispielsweise kann eine Kombination von Sparpreisen für Fernverkehrszüge (IC, ICE) mit getrennten Tickets für einen Regionalzug (z. B. Verbundtickets und das niedersächsische 50 km-Ticket; v. a. bei Gruppen auch Länder- und Quer-durchs-Land-Tickets) zu günstigeren Preisen führen. Solche kostensparenden Lösungen werden zudem von den Auskunftssystemen der DB nicht ohne weiteres angegeben. Es kann jedoch zu Problemen mit den Fahrgastrechten kommen, da es sich um getrennte Beförderungsverträge handelt.
Ebenso kann es bei Sparpreisen beträchtliche Ersparnisse bei mäßiger Fahrtzeitverlängerung bringen, nur auf einem kleinen Teil einer Gesamtstrecke einen Regionalzug zu wählen, wenn günstigere Sparpreiskontingente für den kurzen, wegfallenden Teil der Fernverkehrszugstrecke ausgebucht sind; auch solche Angebote können nur umständlich durch Ausprobieren mit Angabe von Zwischenhalten (und ggf. Aufenthaltszeiten) und Auswahl von Zugkategorien für Teilstrecken aufgefunden werden, wobei viele dieser Funktionen in der App fehlen. Durch Deaktivieren der Option „Nur schnellste Verbindungen anzeigen“ und/oder Ändern der Mindest-Umsteigezeit kann man ebenfalls oft günstigere Verbindungen finden.
Aus wirtschaftlicher Sicht wird kritisiert, dass das komplexe Preissystem gerade Gelegenheitsfahrer ohne BahnCard mit hohen Preisen abschreckt und damit die Gewinnung von Neukunden erschwert. Sparpreise mit Zugbindung bringen hingegen unnötige Einschränkungen für die Flexibilität der Reisenden, selbst wenn diese in einen gleich oder weniger frequentierten Zug wechseln wollten.
Ende 2014 wurden Überlegungen bekannt, weitere Rabatte für Vielfahrer einzuführen, Absichten einer „Abschaffung der BahnCard in ihrer bisherigen Form“ wurden hingegen dementiert.